# Merocenoza
Merocenoza je strukturalna enota ekosistema, ki obsega vrste, povezane z njegovim bolj ali manj značilnim delom. 
Merocenoza je primer vrste, ki živi v iztrebkih kopitarjev na pašniku (koprofagi), vrste, ki je življenjsko povezana z listi nekaterih vrst rastlin. Merocenoza nima regulacijske sposobnosti. 